# Диаграмма (UML)
Диаграмма в языке моделирования UML — наглядное представление некоей совокупности элементов модели системы в виде графа, на котором дуги (отношения) связывают вершины (сущности). 
В своём графическом виде различные виды диаграмм UML (диаграммы классов, компонентов, объектов и др.) применяются для визуализации разных аспектов устройства или поведения моделируемой системы.

## Описание
Диаграмма не принадлежит к семантическим элементам языка UML и её значение не зависит от того, каким образом она представлена. Кроме редких исключений основная часть несомой ею информации содержится не в размере или расположении её элементов, а в её топологической конфигурации. Чаще всего применяются три основных типа визуальных отношений между элементами: соединение (в виде линий от одной двумерной формы к другой), включение (в виде помещения одних форм внутрь других) и визуальное подкрепление (в виде размещения одних символов недалеко от других). Возможно также представить данную нотацию и в аналитической форме как совокупность связей узлов графа.
Язык моделирования UML предоставляет своему пользователю большое количество предопределённых разновидностей диаграмм. Как правило, тип каждой диаграммы определяется большинством элементов, которые она отображает. Однако, ничто не мешает проектировщику определить и свой собственный вид диаграммы исходя из требований данной конкретной задачи.
В большинстве ситуаций, для представления статических частей модели используются структурные диаграммы, а для предоставления её динамической части применяются поведенческие диаграммы.
| Структурные диаграммы - диаграмма классов, - диаграмма компонентов, - диаграмма составной структуры, - диаграмма размещения, - диаграмма объектов, - диаграмма артефактов | Поведенческие диаграммы - диаграмма вариантов использования, - диаграмма взаимодействия, - диаграмма последовательности, - диаграмма коммуникации, - диаграмма состояний, - диаграмма деятельности |  |

В рамках нотации UML для построения всех типов диаграмм используется четыре вида графических примитивов: пиктограммы, маршруты, двумерные символы и строки. Каждая диаграмма может быть представлена в виде рамки с графическим содержимым. Внутри рамки должно быть указано имя диаграммы и то подмножество системы, которое иллюстрирует данная диаграмма. В левом верхнем углу рамки изображается пятиугольник с именным тегом, который несёт информацию об имени и типе диаграммы.